# AGO C.VII

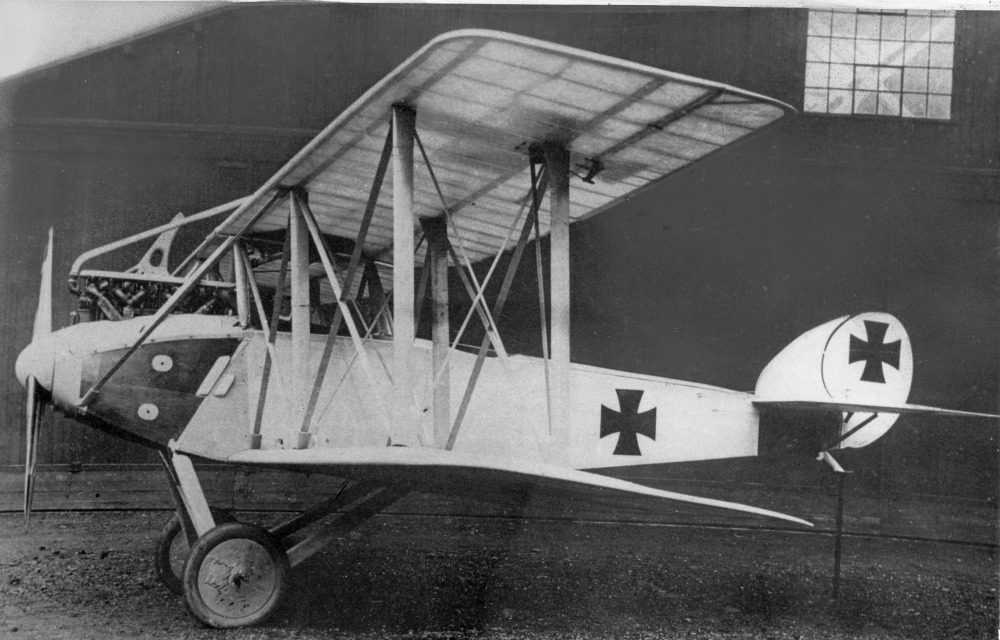
Imagem do Avião de Reconhecimento AGO C.VII

O AGO C.VII foi um avião de reconhecimento biplano, monomotor alemão de dois lugares em configuração de tração, utilizado a partir de 1916.

## Projeto
Ele foi um único protótipo desenvolvido a partir do projeto C.IV, tendo o desenho das asas revisado, visando melhorar seu desempenho em voo.

## Usuários
- Império Alemão